# Varnița
Varnița è un comune della Moldavia di 4.210 (dati 2004) abitanti situato nel Distretto di Anenii Noi.

## Geografia fisica
Il comune è situato a pochi chilometri da Bender (Tighina) del quale è considerato parte dell'agglomerato urbano, anche per i legami storici con la relativa fortezza. Dopo la Guerra di Transnistria del 1992, Varnița rimase sotto il controllo governativo, mentre Bender passò sotto il controllo dei separatisti. I leader Transnistri dichiarano Varnița sotto il loro controllo ma in realtà tutti i tentativi per prendere il controllo del comune fallirono.

## Società

### Evoluzione demografica
In base al censimento del 2004, il comune conta 4.210 abitanti di cui:
- 3.390 Moldavi
- 454 Russi
- 228 Ucraini
- il rimanente di altre etnie